# Pierwszy rząd Władysława Grabskiego
Pierwszy rząd Władysława Grabskiego – gabinet pod kierownictwem premiera Władysława Grabskiego, powołany 23 czerwca 1920 roku przez Józefa Piłsudskiego po ustąpieniu rządu Leopolda Skulskiego. Rząd ustąpił 24 lipca 1920.

## Skład Rządu
| Funkcja                                          | Zdjęcie | Imię i nazwisko                                   | Przynależność partyjna                  | okres urzędowania                         |
| ------------------------------------------------ | ------- | ------------------------------------------------- | --------------------------------------- | ----------------------------------------- |
| Prezydent Ministrów                              |         | Władysław Grabski                                 | Związek Ludowo-Narodowy                 | od 23 czerwca 1920 r. do 24 lipca 1920 r. |
| Min. Aprowizacji                                 |         | Stanisław Śliwiński                               | Związek Ludowo-Narodowy                 | od 23 czerwca 1920 r. do 24 lipca 1920 r. |
| Min. Kolei Żelaznych                             |         | Kazimierz Bartel                                  | Polskie Stronnictwo Ludowe „Wyzwolenie” | od 23 czerwca 1920 r. do 24 lipca 1920 r. |
| Min. Kultury i Sztuki                            |         | p.o. Jan Fryderyk Heurich (nieformalny kierownik) | bezpartyjny                             | od 23 czerwca 1920 r. do 24 lipca 1920 r. |
| Min. Poczt i Telegrafów                          |         | Ludwik Tołłoczko                                  | bezpartyjny                             | od 23 czerwca 1920 r. do 24 lipca 1920 r. |
| Min. Pracy i Opieki Społecznej                   |         |                                                   |                                         |                                           |
| Min. Przemysłu i Handlu                          |         | Wiesław Chrzanowski                               | Związek Ludowo-Narodowy                 | od 26 czerwca 1920 r. do 24 lipca 1920 r. |
| Min. Robót Publicznych                           |         | Gabriel Narutowicz                                | bezpartyjny                             | od 23 czerwca 1920 r. do 24 lipca 1920 r. |
| Min. Rolnictwa i Dóbr Państwowych                |         | Franciszek Bujak                                  | Polskie Stronnictwo Ludowe „Piast”      | od 23 czerwca 1920 r. do 24 lipca 1920 r. |
| Min. Skarbu Państwa                              |         | Władysław Grabski                                 | Związek Ludowo-Narodowy                 | od 23 czerwca 1920 r. do 24 lipca 1920 r. |
| Min. Spraw Wewnętrznych                          |         | p.o. Józef Kuczyński                              | bezpartyjny                             | od 23 czerwca 1920 r. do 24 lipca 1920 r. |
| Min. Spraw Wojskowych                            |         | gen. por. Józef Leśniewski                        | bezpartyjny                             | od 23 czerwca 1920 r. do 24 lipca 1920 r. |
| Min. Spraw Zagranicznych                         |         | Eustachy Sapieha                                  | bezpartyjny                             | od 23 czerwca 1920 r. do 24 lipca 1920 r. |
| Min. Sprawiedliwości                             |         | p.o. Jan Morawski                                 | bezpartyjny                             | od 23 czerwca 1920 r. do 24 lipca 1920 r. |
| Min. Wyznań Religijnych i Oświecenia Publicznego |         | Tadeusz Łopuszański                               | Związek Ludowo-Narodowy                 | od 23 czerwca 1920 r. do 24 lipca 1920 r. |
| Min. Zdrowia Publicznego                         |         | Witold Chodźko                                    | bezpartyjny                             | od 23 czerwca 1920 r. do 24 lipca 1920 r. |
| Minister ds byłej dzielnicy pruskiej             |         | p.o. Władysław Kucharski                          | Związek Ludowo-Narodowy                 | od 23 czerwca 1920 r. do 24 lipca 1920 r. |